# Simon Stäblein

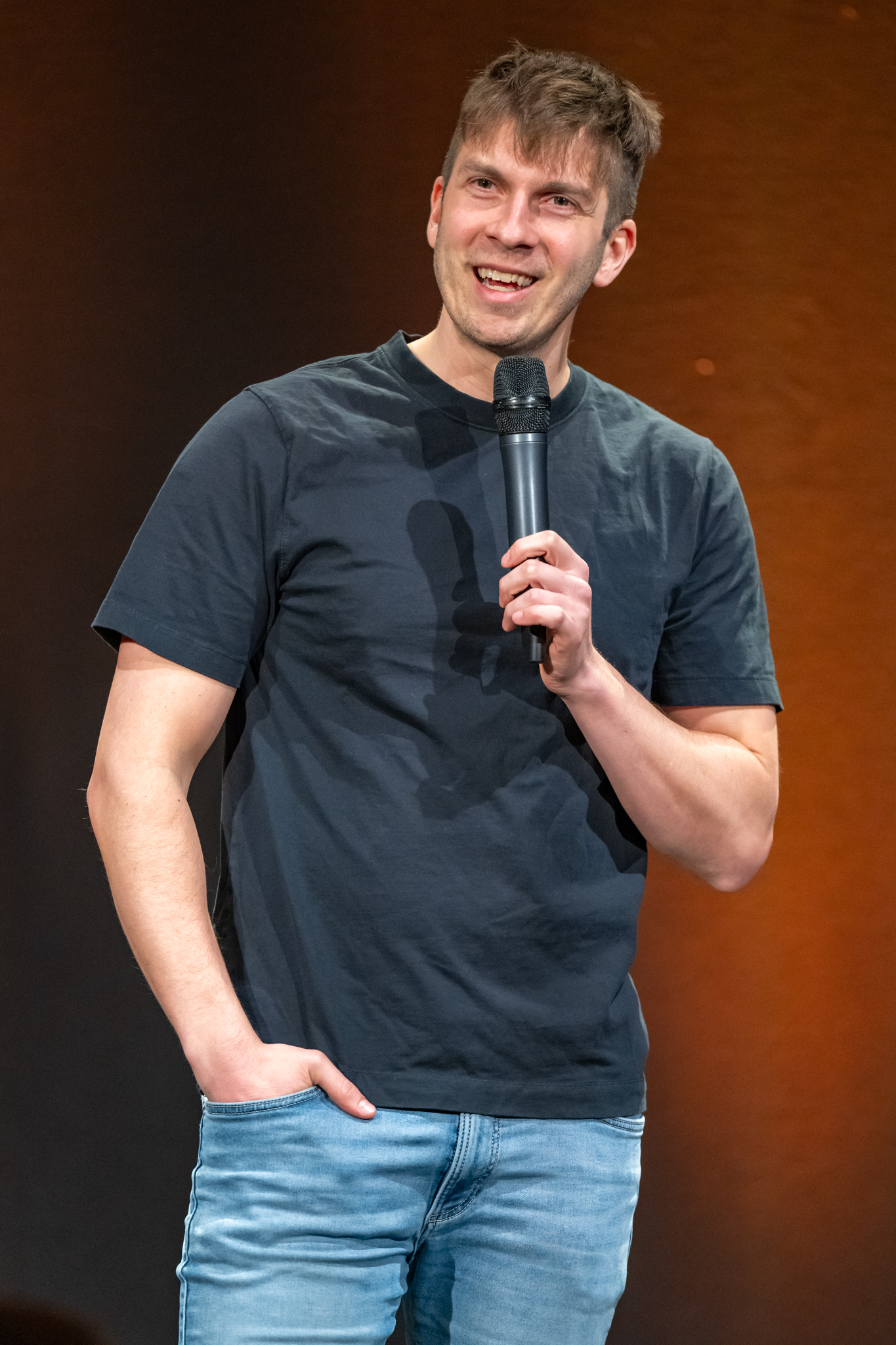
Simon Stäblein 2025 in Nürnberg

Simon Stäblein (* 27. November 1987 in Heustreu) ist ein deutscher Komiker und Moderator.

## Werdegang
Stäblein zog für ein BWL-Studium nach Köln und arbeitete anschließend als Diplom-Kaufmann. Er ist homosexuell und seit Dezember 2017 verheiratet.
Seit 2012 tritt Stäblein als Komiker auf. Sein Fernsehdebüt hatte er Anfang des Jahres 2016, bei dem er als einer von sechs Nachwuchscomedians beim RTL Comedy Grand Prix vor der Kamera stand. Es folgten Auftritte bei NightWash und der Faisal Kawusi Show. Darüber hinaus belegte Stäblein den ersten Platz beim NDR Comedy Contest und erhielt den MDR-Newcomer-Preis Güldener August. Im April 2019 gewann er den Comedypreis Kleiner Hurz im Rahmen des Recklinghäuser Hurz sowie den Goldenen Besen beim Kabarett- und Kleinkunst-Wettbewerb Stuttgarter Besen.
Ab Oktober 2017 tourte Stäblein mit seinem ersten Soloprogramm Heul doch! durch Deutschland. Seit 2024 ist er mit dem neuen Programm Ich schmeiß mich weg! unterwegs.
Von 2016 bis 2018 moderierte er die Uniklinik-Comedy der Uniklinik RWTH Aachen, welche Projekte der Stiftung Universitätsmedizin Aachen unterstützte. Zudem moderiert er seit September 2018 die Livesendungen des Comedyformats NightWash im Kölner Stadtteil Zollstock sowie zahlreiche Shows der Reihe NightWash Live in ganz Deutschland. Seit 2019 ist er Moderator der 1Live Hörsaal-Comedy. Seit 2020 moderiert Stäblein zudem die Infotainment-Show Stäblein seine Themen im ARD-Spartensender ONE.